# Manifattura Tabacchi (Cagliari)
L'ex Manifattura Tabacchi di Cagliari, nota anche come Sa Manifattura in sardo, è un edificio storico situato nel quartiere della Marina.

## Storia

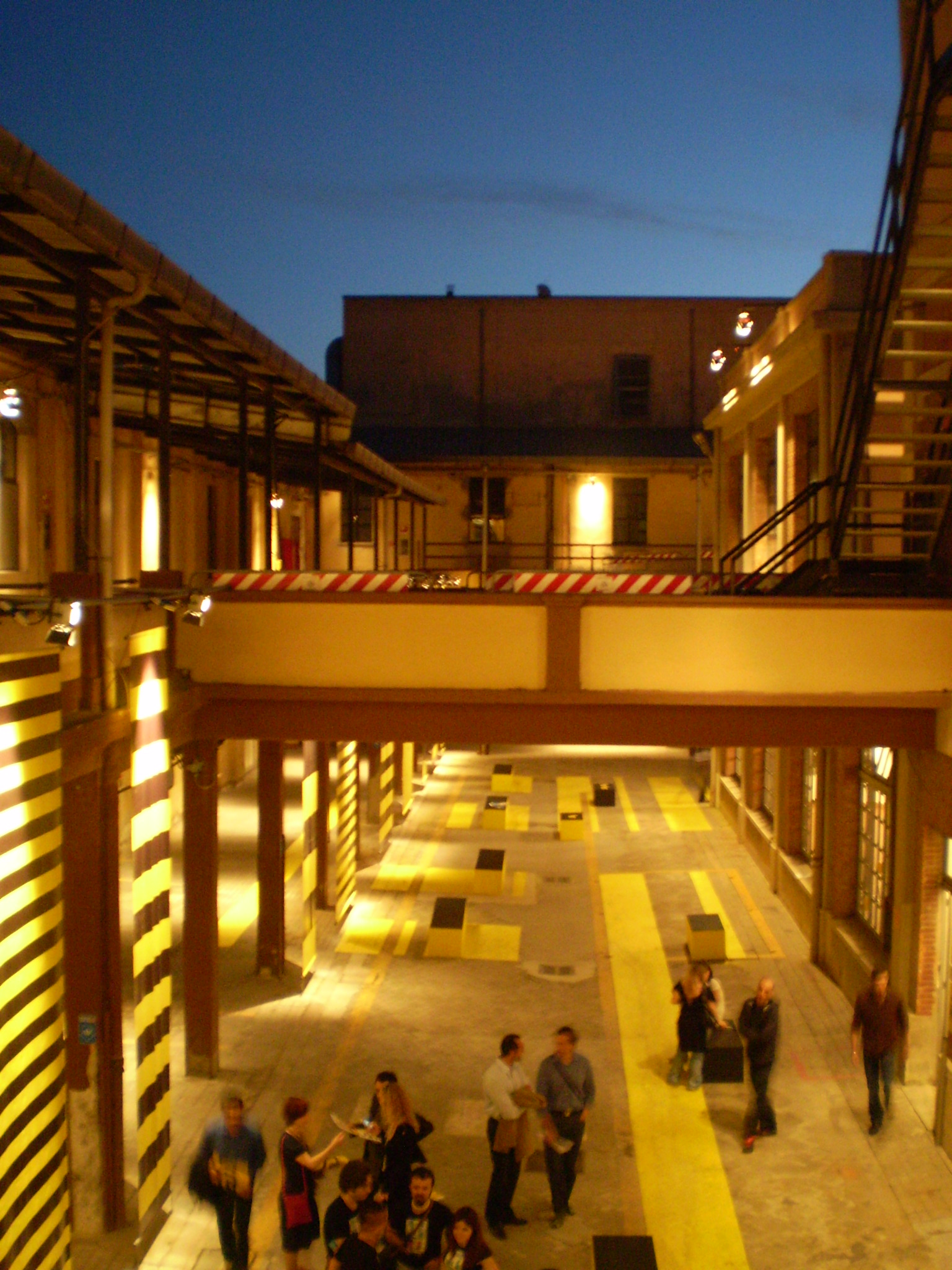
L'interno dell'edificio

Lo stabile originario venne edificato nel 1478 come parte del convento a servizio dell'ordine francescano, connesso con l'ormai scomparsa chiesa di Nostra Signora del Gesù. Ospitò inizialmente la farmacia del convento ove venivano prodotti tisane, decotti e diversi medicinali tra i quali l'uguento di Salvatore da Horta: quest'ultimo visse nella struttura fino alla sua morte avvenuta nel 1567, la sua cella è tutt'ora visitabile. Inizialmente veniva frequentato dai marinai data la sua vicinanza al porto di Cagliari, successivamente servì l'intera città.
A partire dal 1591 ospitò anche una confraternita proveniente dalla Repubblica di Genova facente capo a San Giorgio e Caterina d'Alessandria, su disposizione di papa Gregorio XIV. La stessa fu però costretta ad abbandonarla nel 1717 a causa della distruzione subita conseguentemente alla spedizione spagnola in Sardegna, trovando poi posto nel XX secolo nella chiesa dei Santi Giorgio e Caterina di Monte Urpinu.
Nel 1765 venne ceduto al Regno di Sardegna che lo ricostruì per una superficie di circa 22 000 m² e su tre piani, nel 1835 vi trasferì da Sassari la Manifattura Tabacchi. Vi trovarono impiego numerose sigaraie, nel 1868 poi la Regia Manifattura del Regno d'Italia concesse allo stabilimento la licenza per la produzione del Toscano. Nel 1900, successivamente alla cessione da parte dell'amministrazione comunale di alcuni terreni adiacenti alla struttura, venne ampliato con la costruzione di un nuovo opificio. Nel 1931 l'Opera nazionale del dopolavoro costruì a fianco alla Manifattura Tabacchi un teatro ampio 400 m², lo stesso divenne poi il cinema Due Palme: preso in gestione dalla Gaumont e dalla Cannon Films divenne un cinema pornografico fino alla sua chiusura, avvenuta il 1º marzo 1986. Negli anni 1920 la produzione dei sigari venne affiancata a quella delle sigarette, fino al 1967 quando venne interrotta del tutto dall'Amministrazione autonoma dei monopoli di Stato.
Negli anni 1990 fu decretata la sua chiusura dal Ministero delle finanze, che avvenne nel 2001 a opera dell'Ente tabacchi italiani. Cinque anni più tardi la Regione Autonoma della Sardegna avviò il restauro della struttura conseguentemente alla sua acquisizione, che si concluse nel 2016. Oggi è convertita in centro culturale e ospita mostre e congressi, ispirandosi a quanto fatto a Firenze per la stazione Leopolda.